# Nomada marshamella
Nomada marshamella ist eine Biene aus der Familie der Apidae. Die Art sieht Nomada fuscicornis sehr ähnlich.

## Merkmale
Die Bienen haben eine Körperlänge von 10 bis 13 Millimetern (Weibchen) bzw. 8 bis 13 Millimetern (Männchen). Der Kopf der Weibchen ist schwarz und hat eine rote Zeichnung. Der Thorax ist schwarz und hat eine gelbe Zeichnung. Die Tergite sind schwarz und haben auf den Scheiben gelbe Binden. Auf dem ersten Tergit und häufig auch auf dem zweiten sind die Binden mittig unterbrochen. Die Beine sind rot. Individuen aus dem Süden des Verbreitungsgebietes sind am Kopf häufig gelb gezeichnet. Das dritte Fühlerglied ist so lang wie das fünfte und etwas kürzer als das vierte. Das Labrum hat nahe dem Vorderrand ein Zähnchen. Die Schienen (Tibien) der Hinterbeine sind am Ende stumpf und tragen rötliche, mittellange, kleine Dornen. Die Männchen sind den Weibchen ähnlich, ihr Kopf ist jedoch gelb gezeichnet und die Fühler sind oben mehr oder weniger schwarz. Das dritte Fühlerglied ist kürzer als das fünfte. Die Hinterränder der hinteren Tergite sind mehr oder weniger rot.

## Vorkommen und Lebensweise
Die Art ist in weiten Teilen Europas verbreitet. Die Tiere fliegen von Anfang April bis Anfang Juli. In der Schweiz fliegen die Tiere etwa einen Monat später als nördlich der Alpen. Man findet sie vereinzelt aber auch noch im Oktober, was auf eine zweite Generation schließen lässt. Sie parasitieren Andrena assimilis, Andrena carantonica, Andrena eximia, Andrena ferox, Andrena rosae und Andrena trimmerana und wahrscheinlich auch Andrena nigroaenea.

## Belege
- Felix Amiet, M. Herrmann, A. Müller, R. Neumeyer: Fauna Helvetica 20: Apidae 5. Centre Suisse de Cartographie de la Faune, 2007, ISBN 978-2-88414-032-4.